# ガストン・デ・ペラルタ

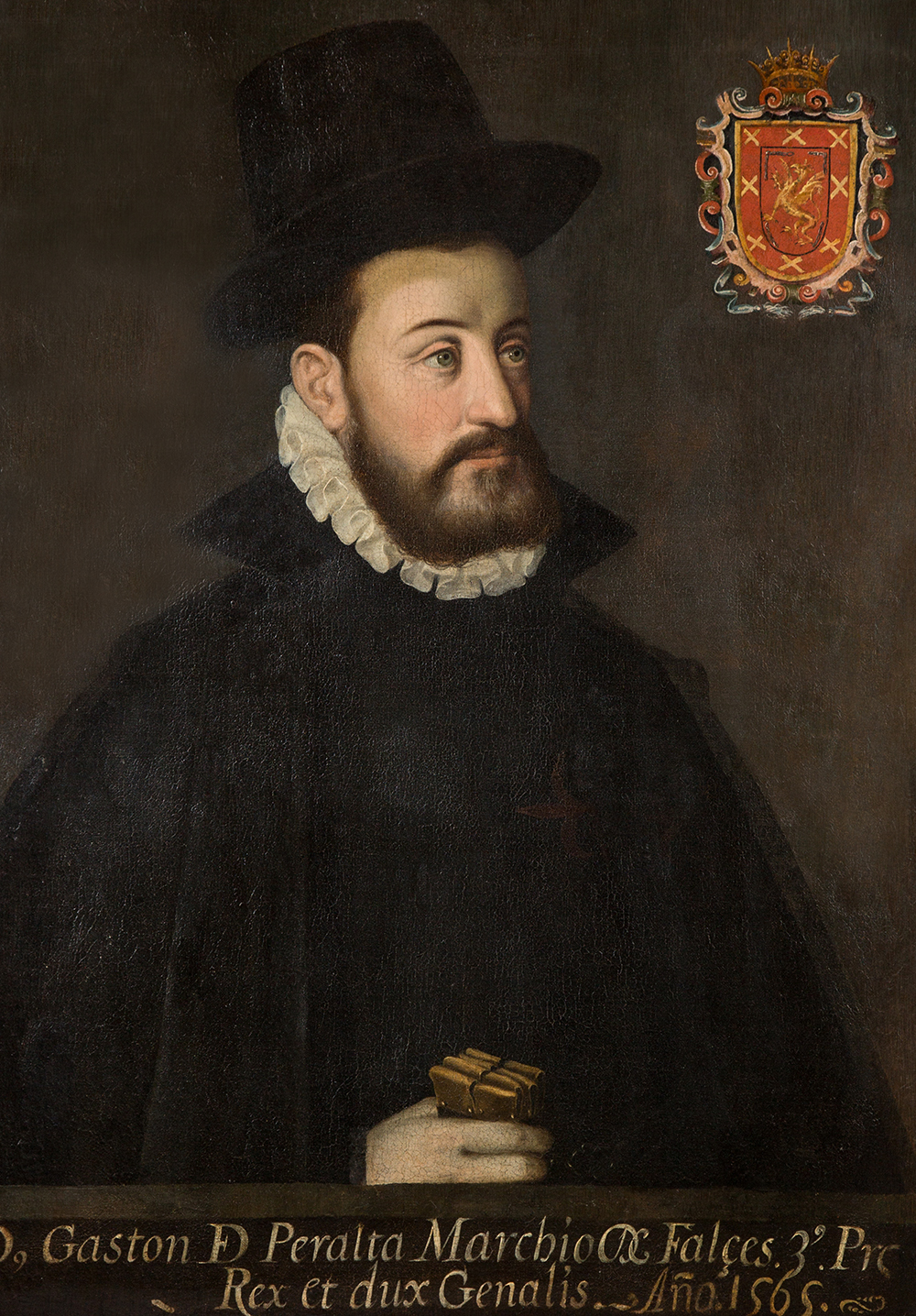
ガストン・デ・ペラルタ

第3代ファルセス侯爵ガストン・デ・ペラルタ（Gastón de Peralta, III marqués de Falces、1510年 - 1587年）は、スペインの貴族。第3代ヌエバ・エスパーニャ副王をつとめた（在職期間1566-1567年）。

## 生涯
ナバラ王国のポー（今のフランスのピレネー＝アトランティック県）で生まれた。ペラルタはナバラの貴族の家柄だった。
1564年に第2代副王のルイス・デ・ベラスコ1世が任地で没したため、ペラルタがその後任の副王に任命された。ペラルタの主要な任務はエルナン・コルテスの息子である第2代バジェ・デ・オアハカ侯爵マルティン・コルテス (Martín Cortés, 2nd Marquess of the Valley of Oaxaca) を中心とするクリオーリョによる反乱計画の処分とされていた。ペラルタは1566年10月19日にメキシコシティに到着した。前副王が死んで2年以上たっていたが、その間はアウディエンシアが行政を担当していた。
任地に到着したペラルタはクリオーリョの反乱を鎮圧するためアウディエンシアによって準備された軍備を解体した。マルティン・コルテスについては罪人としてスペイン本国に送還するにとどめた。エルナン・コルテスのもう一人の息子でアウディエンシアが死刑を宣告していたルイス・コルテスについては財産を剥奪してオランに10年間の流刑に処した。陰謀の主要人物とされたそれ以外の人々についてもスペインに帰国を許した。
アウディエンシアは副王が反乱者側に同情的であると見なし、副王を憎悪するようになった。アウディエンシアがスペイン王に対して副王を告発したことから、フェリペ2世はペラルタを本国に呼び戻した。ペラルタは審査を受けたが無罪とされた。ペラルタは1767年11月11日に副王を辞職し、メキシコシティを去った。
スペインに戻ったペラルタは1587年にバリャドリードで没した。